# Heidenhain
Die Dr. Johannes Heidenhain GmbH, häufig nur Heidenhain (Eigenschreibung in Versalien), ist ein deutscher Hersteller mechatronischer Messgeräte für Länge und Winkel mit Sitz im oberbayerischen Traunreut; außerdem werden CNC-Steuerungen hergestellt. Die Längen- und Winkelmesssysteme eignen sich z. B. für den Einsatz in automatisierten Maschinen und Anlagen, insbesondere für Werkzeugmaschinen.

## Geschichte

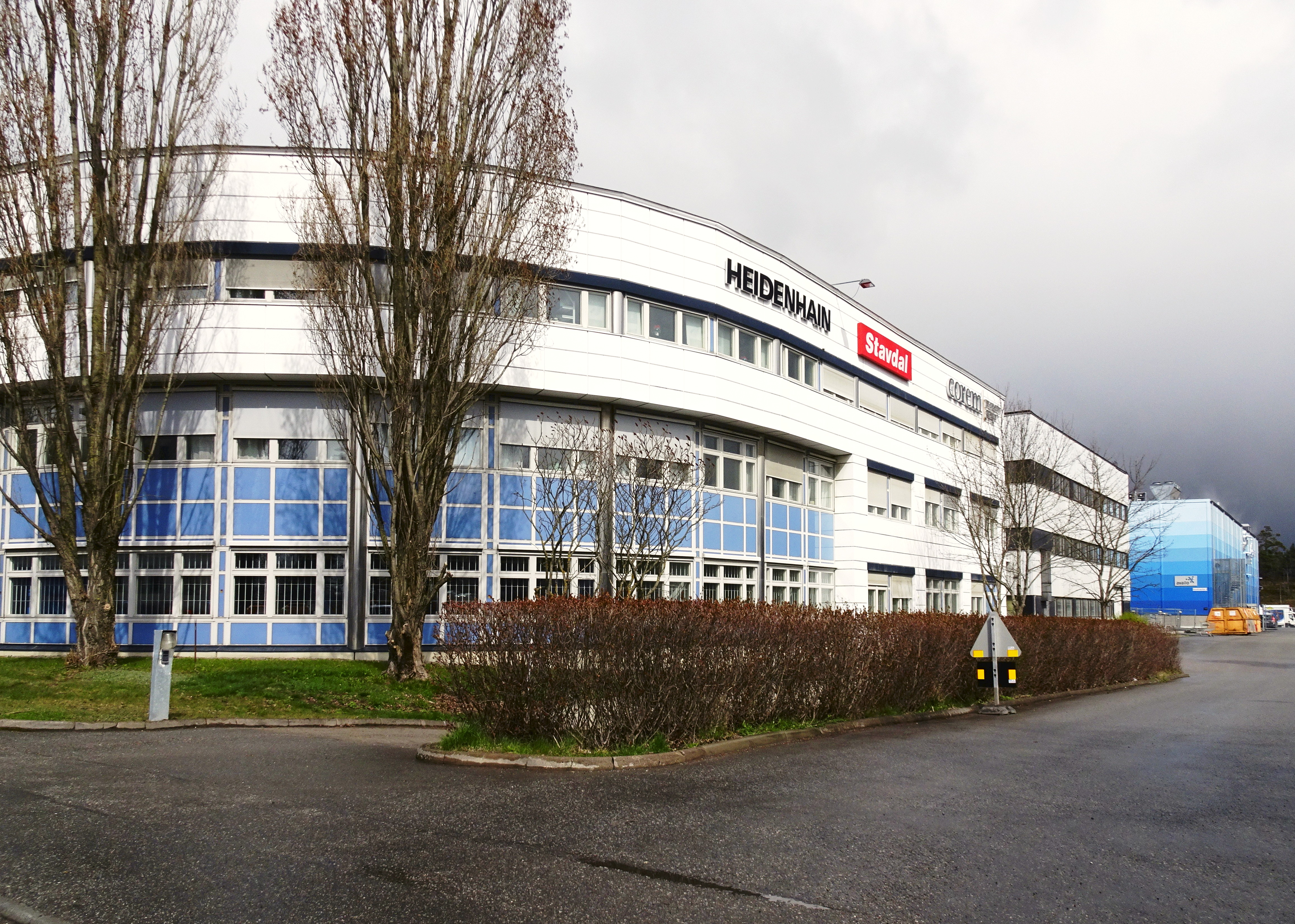
Heidenhain in Stockholm

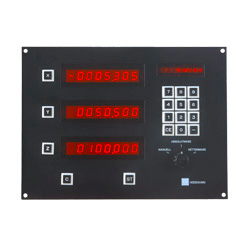
Positionier-Steuerung TNC110 (ab 1972)

Das Unternehmen hat seine Ursprünge in einer 1889 von Wilhelm Heidenhain in Berlin gegründeten Metallätzerei. Diese fertigte neben Schablonen, Firmen- und Typenschildern auch Skalen. 1928 wurde bei Heidenhain das Metallur-Verfahren entwickelt und als Patent angemeldet. Dieses Bleisulfid-Kopierverfahren ermöglichte erstmals die exakte Kopie einer Originalteilung auf eine Metalloberfläche und ließ sich industriell nutzen. 1932 verstarb der Firmeninhaber Wilhelm Heidenhain und sein Sohn Johannes Heidenhain (1898–1980), bereits seit 1929 Teilhaber und ehemaliger Mitarbeiter Otto Hahns, übernahm die Leitung des Unternehmens. 1943 fertigte Heidenhain Längenmaßstäbe mit einer Abweichung von ± 15 µm und Kreisteilscheiben mit einer Abweichung von ± 1 Winkelsekunde.
Heute fertigt Heidenhain Längenmaßstäbe mit Messschritten von <1 nm (≙ <0.000001 mm).
Nach dem Zweiten Weltkrieg wurde Heidenhain gegründet (Eintrag im Handelsregister vom 1. Januar 1947), zunächst mit Sitz in Rain am Lech, es folgte aber schon 1948 der Umzug nach Traunreut.
Die Erfindung des Diadur-Verfahrens gestattete es, sehr feine Strukturen aus Chrom auf beliebige Substrate wie z. B. Glas aufzubringen. Dies nutzte Heidenhain für die Herstellung von preisanzeigenden Waagenskalen oder Schriftscheiben. Am 28. Februar 1950 erfolgte die Patentierung des Diadur-Verfahrens.
Auf das Diadur-Verfahren aufbauend wurden 1952 optische Positionsmessgeräte für Werkzeugmaschinen ins Programm genommen. 1961 folgten fotoelektrisch abgetastete Längen- und Winkelmessgeräte. 1968 wurden erstmals numerische Positionanzeigen hergestellt.
Im Jahre 1970 wurde die gemeinnützige Dr. Johannes Heidenhain Stiftung GmbH gegründet. Die Dr. Johannes Heidenhain GmbH gehört zu 100 % der Stiftung.
1976 wurde die erste Heidenhain CNC-Steuerung entwickelt. 1987 erfolgte die Serieneinführung eines Längenmaßstabs mit interferentiellem Messprinzip, der Messschritte bis zu einem Nanometer ermöglicht. 1997 wurde mit der EnDAT-Schnittstelle ein schneller serieller Datenkanal zur Übertragung von Positionsinformationen geschaffen.
Heutzutage fertigt Heidenhain Längen- und Winkelmessgeräte, besonders solche für die Halbleiter- und Elektronikindustrie, welche in bis zu sechs Freiheitsgraden mit Messschritten im niedrigen Picometerbereich arbeiten.

## Firmendaten

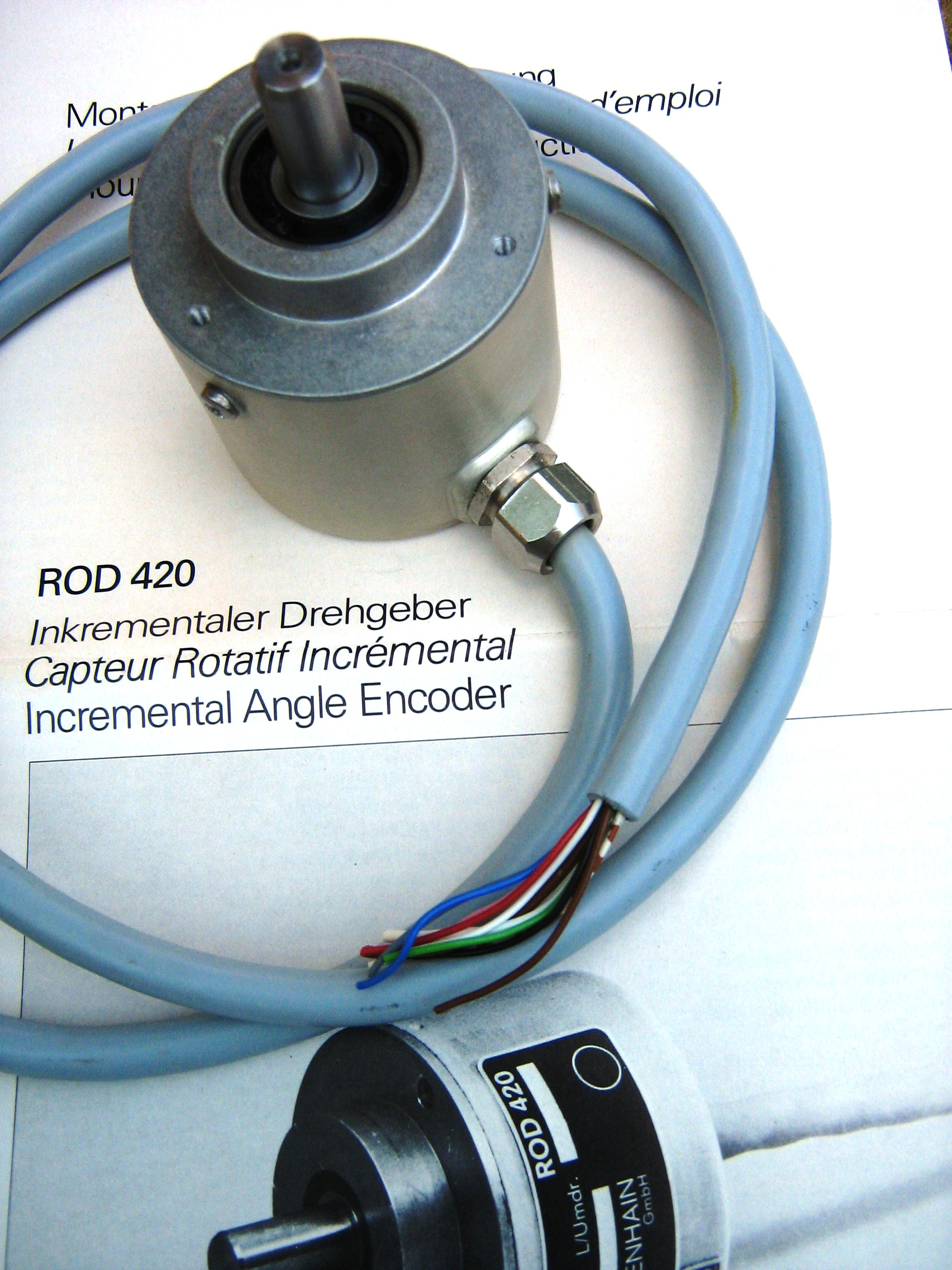
Drehgeber ROD 420

Das Unternehmen produziert Längenmessgeräte, Messtaster, Winkelmessgeräte, Drehgeber, Bahnsteuerungen, Werkzeug-/Werkstück-Tastsysteme, Positionsanzeigen und Zählerkarten.
Während im Geschäftsjahr 2014 mit rund 3640 Mitarbeitern ein Umsatz von 651 Millionen Euro erwirtschaftet wurde, lagen die erzielten Erlöse 2017 bei rund 780 Millionen Euro mit 3870 Mitarbeitern. Bis Ende 2019 wurden über 20 Millionen Drehgeber und Winkelmessgeräte, ca. 7 Millionen Längenmessgeräte, 500.000 Positionsanzeigen und über 280.000 TNC-Steuerungen gefertigt.
Die Dr. Johannes Heidenhain GmbH ist an verschiedenen Tochterunternehmen beteiligt:
- hmp Heidenhain-Microprint GmbH, Berlin
- KL Messtechnik & Service, Heßdorf
- Leine & Linde AB, Schweden
- Numerik Jena GmbH, Jena, Deutschland (Hersteller von optischen Längen- und Winkelmesssystemen)
- Vistec Electron Beam GmbH, Jena
- IMT Masken und Teilungen AG, Greifensee, Schweiz
- Etel SA, Môtiers, Schweiz

## Sonstiges
- Das Johannes-Heidenhain-Gymnasium in Traunreut trägt den Namen der Firma. Die Firma vergibt jedes Jahr an einen Abiturienten der Schule ein Stipendium, das ein Studium über bis zu fünf Jahre finanziell absichert.

## Kritik an angeblichen Handelsbeziehungen nach Russland
Das Chief Executive Leadership Institute der US-amerikanischen Universität Yale, welches Unternehmen mit geschäftlichem Engagement in Russland auflistet, kritisierte im Jahr 2022 (ohne konkrete Belege), dass Heidenhain auch nach dem russischen Angriff auf die Ukraine angeblich weiterhin über eine Partnergesellschaft in Russland aktiv ist („still operating in Russia through a third-party; not disclosed publicly“). Steuerungen für Werkzeugmaschinen der Firma werden, ähnlich wie auch Konkurrenzprodukte der Firma Siemens, in der russischen Rüstungsindustrie eingesetzt. Heidenhain betreibt seit mehreren Jahren keine eigene Niederlassung mehr in Russland.